# Raritan (Contea di Somerset, New Jersey)
Raritan è un comune (borough) degli Stati Uniti d'America, situato nello stato del New Jersey, nella contea di Somerset.